# 美國恐怖故事：啟示錄
《美國恐怖故事：啟示錄》為美國電視劇《美國恐怖故事》第八季，由FX電視網。該季將是《鬼屋》、《女巫集會》及《旅館》的交叉季。

## 演員

### 主要角色

#### 3號庇護所
- 莎拉·保罗森 飾演 威爾艾米娜·維納堡(Wilhemina Venable)

「合作社」高級成員，掌管前哨3號庇護所，性格嗜虐，將庇護所內的人們分為不同階級並施行恐怖統治。她的脊椎具不明原因的畸形。最後在麥可的計劃下遭到米德槍擊而死。核爆3年前是傑夫與馬特的秘書，由於受不了在兩人手下工作而意圖離職，但被兩人挽留並成為「合作社」旗下前哨3號的管理者。由於瑪洛莉改變時空，從未加入「合作社」，其死亡也從未發生。
- 伊凡·彼得斯 飾演 加蘭特先生(Mr. Gallant)

可可的髮型師，為一名同性戀。在咬蘋果遊戲時因誤食被威爾艾米娜與米德下毒的蘋果而死。由於瑪洛莉改變時空，從未認識可可與瑪洛莉，其死亡也從未發生。
- 阿蒂娜·波特 飾演 黛娜·史蒂芬斯(Dinah Stephens)

前演員，一名脫口秀主持人。在咬蘋果遊戲時因誤食被威爾艾米娜與米德下毒的蘋果而死，但被後來趕到前哨3號的柯迪莉亞復活。核爆3年前為繼任瑪莉·拉馮的現任巫毒女王，經常接單為上流社會婦女施咒打小三，並協助柯迪莉亞召喚雷格巴老爹。柯迪莉亞為保護三人便施咒消除她們有關巫術的一切記憶。為了讓自己的脫口秀節目獲得續訂而背叛女巫集會，使得麥可對女巫們進行屠殺。最後被復活的瑪莉·拉馮殺死。
- 比莉·盧德 飾演 瑪洛莉(Mallory)

可可的助理(被下身份咒前是可可最好的朋友)，一名能力突出，性格睿智善良，具控火能力以及念動力甚至能抹除一切傷害的女巫。其血統比其他女巫更為接近賽勒姆而被麥朵認為是下一任超級女巫，之後更通過了七大奇跡測驗，成為柯迪莉亞的繼任者。在咬蘋果遊戲時因誤食被威爾艾米娜與米德下毒的蘋果而死，但被後來趕到前哨3號的柯迪莉亞復活。核爆3年前(2017年)與可可、黛娜同為女巫集會成員，但柯迪莉亞為保護三人便施咒消除她們有關巫術的一切記憶，被可可不斷貶低使得其法力被抑制。為測試時空符咒是否有效，在柯迪莉亞與麥朵指導下使用符咒回到過去，意圖拯救安娜塔西亞女大公但無功而返。最後在柯迪莉亞做出神聖讓賢的情況下，法力大增，成功使出逆轉時間咒，回到過去(2015年)殺死能力還沒覺醒的麥可，成功改變過去並在該時間點加入女巫集會。因為她成功打敗麥可，在地獄的惡魔心目中有著崇高聲望，使得米絲蒂(以及2015年後的麥蒂森)能夠從地獄回來。雖然成功解除世界末日，但仍對未來會有敵基督出現的可能有著不祥的預感。
- 萊絲莉·葛羅斯曼 飾演 可可·聖皮耶爾·范德比(Coco St. Pierre Vanderbilt)

一名富家女，為逃離核彈攻擊而與助理瑪洛莉、髮型師加蘭特以及加蘭特的祖母伊芙搭乘飛機逃到威爾艾米娜的庇護所。毫無生活常識，生活起居都需要瑪洛莉協助。在舞會進行時與喬裝打扮的布洛克回房並遭其刺殺而死，但被後來趕到前哨3號的柯迪莉亞復活。核爆3年前與瑪洛莉、黛娜同為女巫集會成員，但柯迪莉亞為保護三人便施咒消除她們有關巫術的一切記憶，被柯迪莉亞設定基於麥蒂森的新人格來貶低瑪洛莉以抑制其法力不被麥可發現，解咒後才回覆原先善良的性格。核爆三年前來到羅比喬克斯傑出女子學院，作為女巫的能力是偵測危險還有麩質，在貴婦們聽說她有法力時便被她們當成麩質探測器在用，其法力後來更進化出探測食物卡路里的能力，而在女巫集會學習的時間與瑪洛莉成為好姐妹，對女巫集會更是忠心耿耿。在柯迪莉亞的請求下成為引誘米德的誘餌，成功讓女巫集會捕獲米德。為數名屠殺女巫時倖存下來的一人。最後為拖延時間保護瑪洛莉被麥可殺死。由於瑪洛莉改變時空，使得其死亡從未發生，也從未認識加蘭特以及布洛克。
- 科迪·費恩 飾演 麥可·蘭登／敵基督(Michael Langdon/Antichrist)

泰特·蘭登與薇薇安·哈蒙生下的邪惡男孩，由祖母康絲坦絲·蘭登撫養長大。發育速度快，僅八年就成長為一名成年男性。「合作社」派其前往前哨3號以評估誰最適合生存。核爆三年前與米德本尊同住，在米德買羊頭獻祭未果時蓄意用念動力操控刀子殺害肉販，並被關進警局。其間假裝成無法控制自己法力的年輕男巫而被男巫集會保護，被男巫集會認為是傳說中的阿爾法男巫。在柯迪莉亞的要求下通過了七大奇蹟測驗並復活了米絲蒂。麥可在居住於凶宅期間曾經想成為一個好人，但是在康絲坦絲的死、泰特的刺激以及班對他絕望下徹底變得邪惡，在凶宅被撒旦教會的信徒們造訪後生吞一名女子的心臟後徹底覺醒為敵基督。在米德遭火刑後意圖報復女巫集會並為米德復仇，來到撒旦教會，在瑪德琳的指引下來到傑夫與馬特的機器人公司，請兩人製作機器人米德。他帶著機器人米德前往女巫集會殺死了以柔依、奎妮為首的女巫們，並將男巫也屠殺殆盡，在傑夫與馬特告知下前往「合作社」(即光明會)宣布其毀滅世界的計畫。在前哨三號與女巫們正面對決時殺害了除柯迪莉亞、瑪洛莉及麥朵外的所有女巫，企圖殺害瑪洛莉前因柯迪莉亞的神聖讓賢使得瑪洛莉回到2015年，當時的他因殺害神父而被康絲坦絲趕出家門，被瑪洛莉開車來回重複碾過，在康絲坦絲見死不救下身亡。
- 凱西·貝茲[3] 飾演 米莉安·米德(Miriam Mead)

威爾艾米娜的左右手，性格嗜虐，真實身份是麥可依照他兒時的理解者的形象打造的機器人。核爆3年前，原本的人類米德是一名撒旦信徒，並下毒謀殺了三任丈夫，其對麥可來說是類似母親的存在。因殺害約翰而被柯迪莉亞處以火刑，在狂喜中被燒死。機器人米德在麥可的要求下被傑夫與馬特建造出來，最後被柯迪莉亞用念動力炸爛，其機關槍手臂被麥蒂森用作殺害麥可的武器。在瑪洛莉改變的新時空中人類米德未曾死亡，2024年時與安東·拉維以及珊曼莎·克羅一同出現在提摩西與艾蜜莉的家門。

#### 女巫集會
- 莎拉·保罗森 飾演 柯迪莉亞·古德(Cordelia Goode)[4]

前任超級女巫費歐娜·古德之女，現任超級女巫。帶著復活的麥朵與麥蒂森前往前哨3號復活瑪洛莉、可可以及黛娜。核爆3年前曾應男巫集會之邀與柔依、麥朵兩人前往進行理事會議，並否定有男巫集會有法力超越超級女巫的阿爾法男巫，但在看到帶著復活的麥蒂森與奎妮來到三名女巫眼前的麥可後因為看到世界末日還有麥可的白臉惡魔真身當場暈倒。之後為測時麥可的強大程度還有復活米絲蒂，要求麥可進行稍有更改規則的七大奇蹟測驗。之後派遣麥蒂森前往凶宅。在知道麥可的真實身份後曾借黛娜之手召喚雷格巴老爹希望他處理麥可，但由於代價是她旗下所有女巫的靈魂而破局。發現米德及阿瑞爾、鮑德溫鏟除女巫的陰謀後將三人處以火刑。在火刑後曾意圖接納麥可，但被麥可拒絕。在麥可與米德屠殺女巫後陷入絕望，意圖為女巫集會爭取更多時間來應對麥可。為最後做出神聖讓賢，讓瑪洛莉成功使出逆轉時間咒，改變過去，在瑪洛莉改變的新時空中，繼續擔任女巫學校的校長。
- 艾瑪·羅勃茲 飾演 麥蒂森·蒙哥馬利(Madison Montgomery)[5]

前演員，具有隔空操物能力的女巫。曾為柯迪莉亞的學生，但是在決定誰是超級女巫的七大奇蹟測驗上未能展示占卜預言的能力而負氣出走，被凱爾·史賓賽掐死。死後被困在她的個人地獄：平庸且工作量大還要面對一堆奧客以及虐待狂經理的百貨公司中工作作為其折磨，後來被帶著奎妮的麥可復活並前往柯迪莉亞的所在，復活後的個性較為軟化，並認為她不能搞砸她的第三輪人生。在米絲蒂被復活後，在柯迪莉亞的要求下與比霍德一起前往凶宅向一眾鬼魂詢問麥可的真實身份，並幫助莫依拉、康絲坦絲、紫羅蘭以及泰特。在知道麥可的真實身份是敵基督後與比霍德駕車返回女巫集會。她接著飛到好萊塢召喚泡泡回到女巫集會，進而使女巫集會能夠識破阿瑞爾等人的陰謀。現今(2021年)與柯迪莉亞及麥朵前往前哨3號復活瑪洛莉等人。為數名於屠殺女巫時倖存的其中一人，在米絲蒂的小屋休息時因她忘了把麥可能焚燒靈魂的事情告知給柯迪莉亞而遭其掌摑。最後為拖延時間，被麥可用念動力爆頭殺死，但後來瑪洛莉成功使出逆轉時間咒改變過去，在新時空中，依然待在自己的無限地獄(2015年時)，瑪洛莉決定讓她在地獄過些時間琢磨心性後再帶她回來。

#### 男巫集會
- 夏恩·傑克遜[6] 飾演約翰·亨利·摩爾(John Henry Moore)

男巫集會的一名理事會成員，是唯一反對麥可成為阿爾法男巫的人。最後在加油站遭到米德砍傷雙腳並割喉而死，屍體被米德淋上汽油焚毀。之後，在瑪洛莉的七大奇跡測試最終環節，「復活死者」中被其復活。告知女巫集會米德的存在，並依規定將阿瑞爾、鮑德溫以及米德處以火刑。最後遭到麥可與米德連同所有男巫一同殺害，屍體被排放成巨大的五芒星陣。後因瑪洛莉改變時空，其死亡從未發生。

### 常設與客串角色

#### 3號庇護所
- 瓊·考琳絲 飾演 伊芙·加蘭特(Evie Gallant)[2]

加蘭特先生的祖母，曾試圖讓加蘭特成為自己心目中的同性戀，最後遭到加蘭特誤認為橡膠人而遭其誤殺而死。在瑪洛莉改變時空下其死亡從未發生。
- 傑佛瑞·鮑爾-查普曼 飾演 安德烈·史蒂芬斯(Andre Stephens)

黛娜之子，為一名同性戀。在咬蘋果遊戲時因誤食被威爾艾米娜與米德下毒的蘋果而死。在瑪洛莉改變時空下其死亡從未發生。
- 查德·詹姆斯·布坎南 飾演 史都(Stu)

安德烈的戀人，因米德在輻射檢測儀動了手腳而被帶到淨化室，遭米德槍殺，其屍體被做成燉肉供其他人享用。在瑪洛莉改變時空下其死亡從未發生。
- 凱爾·艾倫 飾演 提摩西·坎貝爾(Timothy Campbell)

錄取UCLA的學生，被「合作社」強行與家人分離帶去前哨3號接受庇護，後與艾蜜莉相戀。在咬蘋果遊戲時因誤食被威爾艾米娜與米德下毒的蘋果而死。在瑪洛莉改變時空下其死亡從未發生，於2020年在街上認識了發傳單的艾蜜莉，兩人陷入熱戀而結婚，2024年時與艾蜜莉返家發現兩人的孩子如麥可一般殺死了保姆，並被米德等人造訪。
- 艾希莉·桑托斯 飾演 艾蜜莉(Emily)

監獄女囚，被「合作社」帶到前哨3號接受庇護，後與提摩西相戀。在咬蘋果遊戲時因誤食被威爾艾米娜與米德下毒的蘋果而死。在瑪洛莉改變時空下其死亡從未發生，2020年時在街上發傳單抗議咖啡店使用基改咖啡豆以及無償童工問題時認識提摩西，兩人陷入熱戀並結婚生下一子，2024年與提摩西返家時發現兩人的兒子如麥可一般殺害了褓姆，而兩人的家也被米德等人造訪。
- 亞馬遜·伊芙 飾演 鐵拳(The Fist)

威爾艾米娜的部下，在末日前曾經營過營養部落格。最後被布洛克持刀捅死。

#### 末日世界
- 比利·艾斯納 飾演 布洛克(Brock)

可可的男友。因為沒有趕上可可的私人飛機而遭到輻射塵污染，皮膚病變還得了癌症，為了報復可可而在18個月內不斷搜尋她的所在，最後終於如願以償殺死可可但未知她被女巫們復活，接著再憤怒下誤殺瑪洛莉而被麥朵燒死。由於瑪洛莉改變時空，其死亡從未發生，也不認識可可與瑪洛莉。

#### 女巫集會
- 瓊·考琳絲 飾演 泡泡·麥基(Bubbles McGee)

資深B級片演員，具有讀心能力以及識破真實能力的資深女巫，與麥朵為同期生。由於看不慣麥蒂森的作風而離開女巫集會，之後受到麥蒂森召喚回到女巫集會，並藉由與麥朵、阿瑞爾以及鮑德溫三人用餐識破兩名男巫策劃了約翰的死以及對女巫的屠殺。之後在女巫集會遭米德槍擊而死，靈魂被麥可焚毀。在瑪洛莉改變時空下其死亡從未發生。
- 泰莎·法蜜嘉 飾演 柔依·班森(Zoe Benson)

柯迪莉亞的學生，具有「黑寡婦」能力的年輕女巫。與奎妮同為女巫理事會成員。核爆3年前負責女巫們的教學，並發現瑪洛莉的法力非凡，向柯迪莉亞引薦其為下一任超級女巫候選人。之後在女巫集會遭米德槍擊而死，靈魂被麥可焚毀。最後在瑪洛莉使出逆轉時間咒後，改變過去，在新時空中依然活著，繼續擔任女巫學校的老師。
- 莉莉·拉貝 飾演 米絲蒂·黛(Misty Day)

沼澤女巫，為女巫集會一員。具有復活自身與他人的「起死回生」能力。在施行「七大奇蹟」的試煉時因為克服不了自身對在生物課解剖青蛙的恐懼而被困在地獄不斷重複解剖一幕。之後在柯迪莉亞為麥可舉行的七大奇蹟測驗後被麥可復活與女巫集會團聚，與柯迪莉亞一樣感受到了麥可身上的異常。在麥可與米德屠殺女巫時與史蒂薇一同閒逛而逃過一劫。在改變的新時空中，原本還待在自己的無限地獄，瑪洛莉因為殺掉撒旦之子，讓地獄的人對她敬重，成功把米絲蒂再新時空中復活。
- 加布蕾·絲迪貝 飾演 奎妮(Queenie)

柯迪莉亞的學生，肥胖的黑人女巫。具有「巫毒娃娃」的能力，與柔依·班森同為女巫理事會的成員。於入住科特茲旅館時遭到雷蒙娜·羅耶與詹姆斯·馬爾希聯手殺害。此後數年靈魂一直被困在科特茲旅館並與詹姆斯·馬爾希進行了無數次的撲克牌局，柯迪莉亞曾試圖營救她，但由於科特茲飯店的環境過為邪惡而屢屢失敗。之後被來到科特茲的麥可復活，帶離科特茲旅館。之後在女巫集會遭米德槍擊而死，靈魂被麥可焚毀。在瑪洛莉改變的新時空中依然活著，並被瑪洛莉告知不要入住科特茲旅館，讓她的死亡從未發生。
- 法蘭西絲·康諾 飾演 麥朵·史諾(Myrtle Snow)

女巫理事會前任成員，對柯迪莉亞有如母親一般的存在。由於認為柯迪莉亞並不需要她就能成為獨當一面的超級女巫而向柯迪莉亞自請火刑，身穿紅色巴黎世家洋裝被柯迪莉亞含淚燒死。後來被察覺到世界末日即將發生的柯迪莉亞復活，繼續擔任女巫理事會成員，在柯迪莉亞帶領下與麥蒂森一同前往前哨3號，在最終決戰時協助瑪洛莉施展逆轉時間咒。在瑪洛莉改變的新時空中，因為麥可已死，末日不存在，所以並沒有復活。
- 史蒂薇·尼克斯 飾演 她自己

米絲蒂的偶像，知名歌手。為慶祝米絲蒂的歸來而回到女巫集會為她獻唱。在麥可與米德屠殺女巫時與米絲蒂一同閒逛而逃過一劫。

#### 合作社
- 伊凡·彼得斯 飾演 傑夫·普菲斯特(Jeff Pfister)

一家機器人公司的老闆，馬特的搭檔。為撒旦信徒，知道麥可是敵基督之後便為其打造機器人米德。實為「合作社」(改名的光明會)成員，告知麥可有關「合作社」的一切並建議他用核彈毀滅世界。最後被麥朵下咒殺害，但由於瑪洛莉改變時空，其死亡從未發生。
- 比利·艾斯納 飾演 馬特·納特(Mutt Nutter)

一家機器人公司的老闆，傑夫的搭檔。為撒旦信徒，知道麥可是敵基督之後便為其打造機器人米德。實為「合作社」(改名的光明會)成員，告知麥可有關「合作社」的一切並建議他用核彈毀滅世界。最後被麥朵下咒殺害，但在瑪洛莉改變時空後其死亡從未發生。
- 萊絲莉·費拉 飾演 「合作社」幹員

#### 地獄
- 藍斯·瑞迪克 飾演 力高爸老爹(Papa Legba)

巫毒教的死神，曾經與前任超級女巫費歐娜·古德以及前巫毒女王瑪莉·拉馮結下契約。被柯迪莉亞與黛娜召喚，希望能藉其手清除麥可，但由於雷格巴老爹要求的代價是所有女巫的靈魂而使得柯迪莉亞拒絕交易。
- 潔咪·布魯爾 飾演 楠(Nan)

女巫集會成員，具有讀心能力的女巫，被費歐娜·古德與瑪莉·拉馮做為獻給雷格巴老爹的祭品殺害，死後在地獄成為雷格巴老爹的助手，頗受其喜愛。在瑪洛莉改變時空並成功打敗麥可，在地獄的惡魔間得到崇高聲望下，2015年時將米絲蒂從她的個人地獄帶回人間，並與柯迪莉亞、米絲蒂等人擁抱和解後回到地獄。
- 安琪拉·貝瑟 飾演 瑪莉·拉馮(Marie Laveau)

前任巫毒女王，曾與雷格巴老爹訂下契約而得到永生，但代價是要定期貢獻一個新生兒。最後在她的個人地獄與拉勞里夫人一同互相折磨。柯迪莉亞為替女巫機會復仇，到地獄跟雷格巴老爹做交易，用戴娜的靈魂換取其復活，復活之後殺掉女巫叛徒黛娜，最後為拖延時間保護瑪洛莉，被麥可殺死，但也成功爭取到時間。在瑪洛莉改變時空下其死亡從未發生。
- 凱西·貝茲 飾演 黛爾菲·拉勞里(Delphine LaLaurie)

一名因虐待黑奴被瑪莉·拉馮詛咒成為長生不死的殘暴貴族，被費歐娜·古德挖出來之後曾短暫變成女巫集會以及奎妮的女僕，最後在被奎妮殺害後與瑪莉·拉馮一同被困在地獄互相折磨。

#### 凶宅
- 潔西卡·蘭芝 飾演 康絲坦絲·蘭登(Constance Langdon)

泰特·蘭登之母，麥可·蘭登的祖母。哈蒙一家形跡可疑的鄰居，第一季事件結束後將麥可撫養長大，認定扶養他是能夠讓她獲得新生的機會。但是看見麥可快速長大、他殺害動物與褓姆、神父甚至康絲坦絲自己的邪惡行為，最後心碎來到凶宅仰藥自殺，成為盤踞在凶宅的鬼魂之一。在瑪洛莉改變時空下其死亡從未發生，在2015年將麥可趕出家門，目擊瑪洛莉開車輾殺麥可時對其見死不救。
- 莎拉·保罗森 飾演 比莉·迪恩·霍華(Billie Dean Howard)[4]

康絲坦絲的朋友，靈媒。是唯一被凶宅的鬼魂們允許自由進出凶宅的活人，在麥蒂森遭到襲擊時出手救援。
- 伊凡·彼得斯 飾演 泰特·蘭登(Tate Langdon)[3]

班的病人，康絲坦絲的兒子，年紀與紫羅蘭相仿。其實是居住於哈蒙宅邸的鬼魂，生前為校園槍擊案的犯人，後與薇薇安性交而使其懷了麥可。麥蒂森對紫羅蘭揭曉泰特並沒有她想像得那麼邪惡，而他其實遭到凶宅影響而行惡，甚至是創造敵基督。泰特對麥可的態度非常抗拒，間接使麥可變得邪惡。之後從麥可的手中拯救薇薇安，最終獲得紫羅蘭的原諒。
- 泰莎·法蜜嘉 飾演 紫羅蘭·哈蒙(Violet Harmon)

高中生，班和薇薇安之女。因為服藥自殺而成為居住在凶宅中的鬼魂。第一季事件結束後直到2017年(核爆3年前)依舊無視泰特，直到麥蒂森揭曉泰特拯救了薇薇安後才與他重修舊好。
- 法蘭西絲·康諾 飾演 莫依拉·歐哈拉(Moira O'Hara)

管家，已服務數任凶宅屋主。實際上是鬼魂，由於遭到康絲坦絲射殺而被困在凶宅中無法前往來世。在第一季事件過後與哈蒙一家成為好友，並成為薇薇安夭折的孩子的教母。最後在麥蒂森與比霍德的幫助下尋回自己的遺骨，帶到墓園與母親合葬後牽著母親的手一同前往來世。
- 迪倫·麥狄蒙 飾演 班·哈蒙(Ben Harmon)

前心理治療師，薇薇安的丈夫，紫羅蘭的父親。因薇薇安的死亡而自殺身亡， 死後成為居住在凶宅的鬼魂，由於薇薇安不願搭理他而每天都會邊哭邊對著窗戶自慰。康絲坦絲死後是第一個見到麥可的鬼魂，他也是唯一能夠引發麥可善性的人，但在麥可因為泰特的刺激而變得邪惡後對其絕望。
- 康妮·布里登 飾演 薇薇安·哈蒙(Vivien Harmon)

前大提琴家，班的妻子，紫羅蘭與麥可的母親。因難產而死，死後成為居住在哈蒙宅邸的鬼魂。她對麥蒂森與比霍德揭曉麥可是敵基督的事實。在撒旦教會舉行黑彌撒後決心殺害麥可，差點被麥可焚毀靈魂，但在泰特出手下保住一命。
- 山姆·金西 飾演 波勒加德·「小波」·蘭登(Beauregard "Beau" Langdon)

康絲坦絲的兒子，因長相醜惡被視為怪物，被賴瑞·哈維悶死。為了與麥蒂森玩球而撲向她，但被比莉阻止。
- 米娜·蘇瓦莉 飾演 伊莉莎白·休特(Elizabeth Short)

黑色大理花懸案的被害人，為盤踞在凶宅的鬼魂之一。遭到變得邪惡的麥可綁在手術台上割臉。

#### 男巫集會
- 強·強·布里恩斯 飾演 阿瑞爾·奧古斯都(Ariel Augustus)

霍桑傑出男子學院的校長兼男巫集會領導人，不滿於男巫在巫術界作為次等公民的現狀，認定麥可是阿爾法男巫而無視約翰的警告。與米德共謀殺害約翰。之後更企圖殺害全部女巫，但計謀卻被泡泡識破後被柯迪莉亞處以火刑而死。在瑪洛莉改變時空下其死亡從未發生。
- 黃榮亮 飾演 鮑德溫·潘尼派克(Baldwin Pennypacker)

男巫理事會成員。與阿瑞爾共謀殺害全部女巫而調配除了毒粉，但計謀卻被泡泡識破，毒粉被柯迪莉亞燒毀，最後被柯迪莉亞處以火刑而死。在瑪洛莉改變時空下其死亡從未發生。
- 比利·波特 飾演 比霍德·夏布利(Behold Chablis)

男巫理事會成員。開始相信約翰的預感後與麥蒂森一起前往凶宅。在知道麥可的真實身份後對無法阻止麥可的可能性感到擔憂。最後遭到麥可與米德連同所有男巫一同殺害，屍體被排放成巨大的五芒星陣。在瑪洛莉改變時空下其死亡從未發生。

#### 撒旦教會
- 哈莉葉·桑松·哈里斯 飾演 瑪德琳(Madelyn)

撒旦教會成員，在知道麥可是敵基督後將其送往傑夫與馬特的機器人公司。
- 卡羅·羅塔 飾演 安東·拉維(Anton LaVey)

撒旦教會創立者，作家、音樂家以及超自然學家。在瑪洛莉改變的新時空(2024年時)與米德等人造訪提摩西與艾蜜莉的家。
- 娜歐蜜·葛羅斯曼 飾演 珊曼莎·克羅(Samantha Crowe)

撒旦教會的一名主教。在瑪洛莉改變的新時空(2024年時)與米德等人造訪提摩西與艾蜜莉的家。

#### 過去
- 馬克·伊凡尼爾 飾演 沙皇尼古拉二世(Nicholas II of Russia)

羅曼諾夫王朝的沙皇。
- 艾蜜莉亞·阿瑞斯 飾演 安娜塔西亞·尼古拉耶芙娜·羅曼諾娃女大公(Grand Duchess Anastasia Nikolaevna of Russia)

尼古拉二世之女，同時是名女巫，為了保護家人而施行保護咒但功虧一簣，瑪洛莉為了拯救她而與其一同施行保護咒但依舊無法避免其死亡的命運。

#### 科特茲旅館
- 伊凡·彼得斯 飾演 詹姆斯·派屈克·馬爾希(James Patrick March)[3]

第一任十誡殺手，科特茲旅館的建造者，為「女伯爵」伊莉莎白·強森的其中一名愛人，在死後成為盤據科特茲旅館的一名鬼魂並持續殺戮。在奎妮來到科特茲時與雷蒙娜·羅耶聯手將其殺害。在瑪洛莉改變時空下，殺害奎妮這件事從未發生。

## 劇集
| 總集數 | 集數 （季） | 標題                   | 譯名              | 導演             | 編劇                     | 首播日期       | 製作 代碼 | 美國收視人數 （百萬） |
| ------ | ----------- | ---------------------- | ----------------- | ---------------- | ------------------------ | -------------- | --------- | --------------------- |
| 85     | 1           | The End                | 末日              | 布萊德利·布克爾  | 萊恩·墨菲、布萊德·法查克 | 2018年9月12日  | 8ATS01    | 3.08                  |
| 86     | 2           | The Morning After      | 隔天早晨          | 珍妮佛·林區      | 黃毅瑜                   | 2018年9月19日  | 8ATS02    | 2.21                  |
| 87     | 3           | Forbidden Fruit        | 禁果              | 勞尼·派瑞斯蒂爾  | 曼尼·科托                | 2018年9月26日  | 8ATS03    | 1.95                  |
| 88     | 4           | Could It Be... Satan?  | 那會是...撒旦嗎？ | 雪莉·福克森      | 提姆·米尼爾              | 2018年10月3日  | 8ATS04    | 2.02                  |
| 89     | 5           | Boy Wonder             | 奇蹟男孩          | 葛妮絲·霍德-佩頓 | 約翰·J·格雷              | 2018年10月10日 | 8ATS05    | 2.12                  |
| 90     | 6           | Return to Murder House | 重返凶宅          | 莎拉·保罗森      | Crystal Liu              | 2018年10月17日 | 8ATS06    | 2.01                  |
| 91     | 7           | Traitor                | 叛徒              | 珍妮佛·林區      | 亞當·佩恩                | 2018年10月24日 | 8ATS07    | 1.85                  |
| 92     | 8           | Sojourn                | 逗留              | 布萊德利·布克爾  | 喬希·格林                | 2018年10月31日 | 8ATS08    | 1.63                  |
| 93     | 9           | Fire and Reign         | 火焰與統治        | 詹妮弗·阿諾德    | 阿莎·米歇爾·威爾遜       | 2018年11月7日  | 8ATS09    | 1.65                  |
| 94     | 10          | Apocalypse Then        | 末日之後          | 布萊德利·布克爾  | 萊恩·墨菲、布萊德·法查克 | 2018年11月14日 | 8ATS10    | 1.83                  |

## 製作
2017年10月1日該劇宣佈莎拉·保罗森參與第八季演出，飾演一名猶太女性。2018年3月20日，再宣佈凱西·貝茲和伊凡·彼得斯加入該季。同年4月4日女演員瓊·考琳絲加入劇組，飾演劇中伊凡·彼得斯的奶奶。夏恩·傑克遜確認參與該季演出同年5月18日，公告女演員比莉·盧德回歸演出。同年6月17日，艾瑪·羅勃茲宣告於第八季劇情中，重新飾演女巫集會的角色「麥蒂森·蒙哥馬利」。《美國恐怖故事》編劇萊恩·墨菲邀請其他女巫及安杰丽卡·休斯顿加入該季演員陣容。而莎拉·保羅森宣布她將重新飾演她在《女巫集會》的角色「柯迪莉亞·古德」。

## 反響

### 評價
《美國恐怖故事》第八季《啟示錄》獲得了正面好評。爛番茄給出了92%的新鮮度，7.86/10分（91位劇評人）。本季在Metacritic上取得普遍好評，62/100分（6位劇評人）。
| 《{{{title}}}》（2018年）：烂番茄追踪到的所有评论家的评论中，正面评论占比 |                                                              |
|                                                                           | 由于已知的技术原因，图表暂时不可用。带来不便，我们深表歉意。 |

### 收視
| 序 | 標題              | 播出日期       | 收視率 （18–49歲） | 收視人数 （百萬） | DVR收視率 （18–49歲） | DVR收視人数 （百萬） | 總收視率 （18–49歲） | 總收視人数 （百萬） |
| -- | ----------------- | -------------- | ------------------ | ----------------- | --------------------- | -------------------- | -------------------- | ------------------- |
| 1  | 末日              | 2018年9月12日  | 1.5                | 3.08              | 1.5                   | 3.17                 | 3.0                  | 6.26                |
| 2  | 隔天早晨          | 2018年9月19日  | 1.1                | 2.21              | 1.2                   | 2.41                 | 2.3                  | 4.63                |
| 3  | 禁果              | 2018年9月26日  | 0.9                | 1.95              | 待定                  | 待定                 | 待定                 | 待定                |
| 4  | 那會是...撒旦嗎？ | 2018年10月3日  | 1.0                | 2.02              | 1.6                   | 3.05                 | 2.6                  | 5.08                |
| 5  | 奇跡男孩          | 2018年10月10日 | 1.0                | 2.12              | 1.4                   | 2.82                 | 2.4                  | 4.95                |
| 6  | 重返凶宅          | 2018年10月17日 | 0.9                | 2.01              | 1.2                   | 2.40                 | 2.1                  | 4.41                |
| 7  | 叛徒              | 2018年10月24日 | 0.9                | 1.85              | 待定                  | 待定                 | 待定                 | 待定                |
| 8  | 逗留              | 2018年10月31日 | 0.7                | 1.63              | 待定                  | 待定                 | 待定                 | 待定                |
| 9  | 火焰與統治        | 2018年11月7日  | 0.8                | 1.65              | 待定                  | 待定                 | 待定                 | 待定                |
| 10 | 末日之後          | 2018年11月14日 | 0.8                | 1.83              | 待定                  | 待定                 | 待定                 | 待定                |

## 外部連結
- 官方网站
- 《《美國恐怖故事》》各集列表 来自互联网电影数据库
- 豆瓣电影上《美國恐怖故事：啟示錄》的資料 （简体中文）